# Juan Valera Espín
Juan Valera Espín (nascut el 21 de desembre del 1984 a La Copa de Bullas, Regió de Múrcia) és un exfutbolista murcià que jugava com a centrecampista per banda dreta.

## Palmarès
- Lliga Europa de la UEFA (2009-10) amb l'Atlético de Madrid
- Supercopa d'Europa de futbol (2009-2010) amb l'Atlético de Madrid